# Refugio Maipú
El refugio Maipú (o a veces refugio Maipo) es un refugio antártico ubicado en la costa de la bahía Mobiloil, barrera de hielo Larsen, en el mar de Weddell, península Antártica, y es administrado por el Ejército Argentino. Fue inaugurado el 14 de diciembre de 1956 como apoyo logístico. Depende de la cercana base San Martín.
En 1956, durante la instalación de la base San Martín, el Ejército Argentino instaló tres refugios para contar con apoyo logístico desde la bahía Margarita en el mar de Bellingshausen hasta la bahía Mobiloil en el mar de Weddell atravesando de oeste a este la península Antártica. Los tres refugios fueron el Chacabuco, el Yapeyú y el Maipú. La tarea demandó 63 días, recorriéndose unos 786 kilómetros utilizando trineos tirados por perros. El Maipú fue el último de los tres refugios instalados, siendo ubicado en la zona del glaciar Bills Gulch a 1310 m s. n. m.
El refugio fue utilizado en tareas científicas llevadas a cabo durante el Año Geofísico Internacional en 1957 y 1958. A principios de la década de 1960 consistía de una construcción de madera de 2 m x 2 m x 2 m con provisiones para tres personas durante dos meses.
Cuenta con alimentos, equipamiento para hombres, alimento para perros, medicamentos y combustible. Actualmente el refugio sirve como punto de apoyo de todas las expediciones que se dirigen desde allí hacia el norte o suroeste de la bahía Mobiloil.